# Phileas Fogg

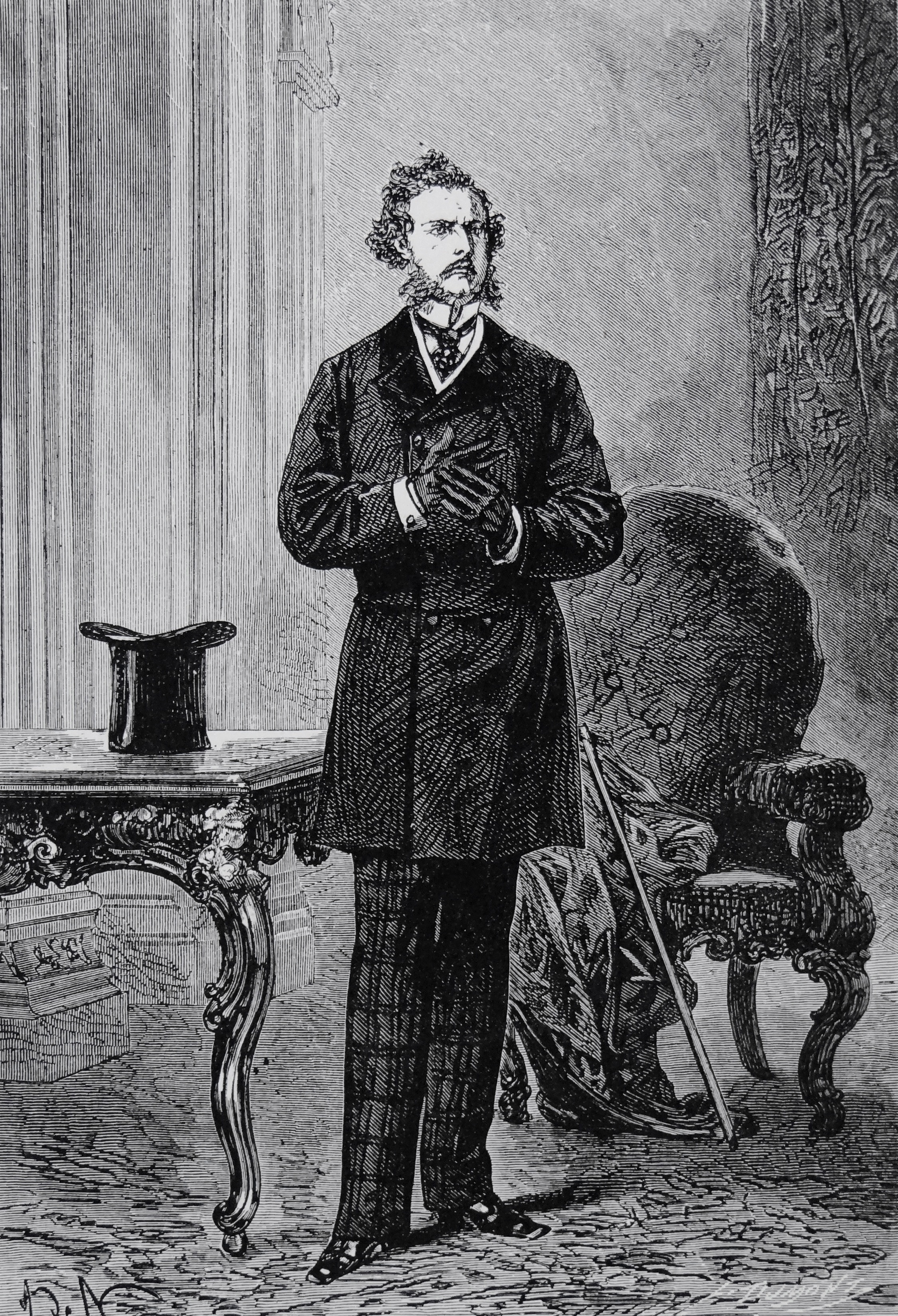
Phileas Fogg, ilustração de Alphonse de Neuville e/ou Léon Benett (1873)

Phileas Fogg é o protagonista do romance de Júlio Verne de 1872 - Around the World in 80 Days - "A Volta ao Mundo em Oitenta Dias". As inspirações para o personagem foram o empresário americano George Francis Train e o escritor e aventureiro americano William Perry Fogg.

## Biografia fictícia
Fogg faz uma aposta de £ 20 000 (£ 2 milhões em 2017) com membros do Reform Club de Londres que ele pode circunavegar o mundo em 80 dias ou menos. Ele sai com seu criado francês Jean Passepartout para ganhar a aposta, sem saber que está sendo seguido por um detetive chamado Fix, que suspeita que Fogg tenha roubado o Banco da Inglaterra. Fix passa a primeira metade do livro tentando atrasar a viagem de Fogg para mantê-lo em território britânico, no entanto, depois que Fogg chega ao EUA, Fix ajuda Fogg a completar sua aposta para levá-lo de volta ao Reino Unido, onde ele estará sob jurisdição britânica e Fix pode prendê-lo (enquanto ainda suspeita que Fogg fugirá e se esconderá em algum lugar da jornada).
Enquanto na Índia, Fogg salva uma princesa viúva, Aouda, de sati durante o funeral de seu marido e ela acompanha Fogg pelo resto de sua jornada depois que os planos iniciais de levá-la a um tio falharam quando o tio se mudou. Juntos, o trio tem inúmeras aventuras emocionantes que terminam abruptamente quando ele é preso por Fix imediatamente após sua chegada à Inglaterra. Embora Fogg seja rapidamente exonerado do crime, o atraso causado por sua falsa prisão parece ter lhe custado a aposta.
Acreditando-se arruinado, Fogg volta para casa para refletir sobre suas opções. Vendo seu desespero, Aouda, que passou a amá-lo e se sente culpado por ter ganho a aposta se não tivesse demorado para resgatá-la, propõe se casar com ele para ajudá-lo a lidar com um futuro difícil. Com esta oferta altruísta, a reserva de Fogg finalmente quebra e ele aceita alegremente a proposta de Aouda. Acontece que o gesto de Aouda realmente salva o dia porque, como resultado, Passepartout descobre que Fogg calculou mal o tempo de viagem. Fogg não levou em conta que, por terem atravessado o Oceano Pacífico de oeste a leste, ganharam um dia quando cruzaram a Linha Internacional de Data, e eles não perderam o prazo afinal. Os três correm para o Reform Club e chegam bem a tempo de Fogg ganhar a aposta. Fogg se casa com Aouda e divide seus lucros com Passepartout e Fix.

## Outras aparições
Em Voyages très extraordinaires de Saturnin Farandoul (1879), de Albert Robida, Fogg aparece na narrativa tendo feito uma tentativa de viajar novamente pelo mundo, desta vez em 77 dias. Ele é retratado como um salvador de mulheres em série, tendo mais de trezentas mulheres resgatadas que o acompanham em suas viagens, que duram mais de três anos quando ele é apresentado.
Em The Other Log of Phileas Fogg (1973), de Philip José Farmer, diz-se que ele é Eridanean, um membro nascido na Terra da mais benevolente das duas facções extraterrestres que tentam controlar a Terra; Fogg é um membro da família Wold Newton do fazendeiro. As aventuras de Fogg continuam em Phileas Fogg and the War of Shadows e Phileas Fogg and the Heart of Orsra, ambos de Josh Reynolds, e em "Being an Account of the Delay at Green River, Wyoming, of Phileas Fogg, World Traveler, or, The Masked Man Meets an English Gentleman" por Win Scott Eckert.